# Marcin Michalski (koszykarz)
Marcin Krzysztof Michalski (ur. 9 lipca 1958 w Warszawie) – polski koszykarz występujący na pozycjach skrzydłowego lub środkowego, reprezentant kraju, olimpijczyk.

## Życiorys
W drużynie narodowej (1977–1980) rozegrał 17 spotkań, zdobywając 80 pkt. W drużynie Legii Warszawa (1976-1988) rozegrał 324 spotkania, zdobywając 3401 pkt. W drugiej połowie lat osiemdziesiątych wyjechał do Francji, gdzie grał i pozostał na stałe.
Syn Jana i Zofii Marianny Pietrasik, absolwent szkoły średniej (technik samochodowy). Żonaty (Elżbieta Piskorz, także koszykarka drużyn warszawskich). Ma dwóch synów, Piotra i Roberta, ten ostatni grał w reprezentacji Francji juniorów.

## Osiągnięcia
Drużynowe
- Finalista pucharu Polski (1981)
- Wicemistrz Polski juniorów (1976)

Reprezentacja
- Uczestnik:
  - igrzysk olimpijskich (1980 – 7. miejsce)
  - mistrzostw Europy U–18 (1976 – 6. miejsce)